# Bùi Tiến Cam
Bùi Tiến Cam (sinh năm 1959) là Thiếu tướng Công an nhân dân Việt Nam. Ông hiện giữ chức vụ Phó Tư lệnh Bộ Tư lệnh Cảnh sát Cơ động Việt Nam.

## Tiểu sử
Bùi Tiến Cam sinh năm 1959, quê quán tại xã Nam Thắng, huyện Nam Trực, tỉnh Nam Định.
Sau khi tốt nghiệp cấp 3, Bùi Tiến Cam theo học khóa đào tạo hạ sĩ quan Cảnh sát bảo vệ tại thị trấn Xuân Mai, thành phố Hà Nội.
Tháng 12 năm 1981, Bùi Tiến Cam hoàn thành khóa học và được phân công công tác tại Tiểu đoàn 1, E29, Cục Cảnh sát bảo vệ, Bộ Nội vụ (nay là Bộ Công an Việt Nam).
Tiểu đoàn này nhận nhiệm vụ truy quét tổ chức FULRO ở tỉnh Lâm Đồng.
Bùi Tiến Cam đóng quân tại Klong, huyện Đức Trọng, tỉnh Lâm Đồng.
Sau khi hoàn thành xuất sắc nhiệm vụ tại Tiểu đoàn này, Bùi Tiến Cam được kết nạp vào Đảng Cộng sản Việt Nam.
Năm 1990, Bùi Tiến Cam được cử ra học Cao đẳng Cảnh sát bảo vệ tại miền bắc. Khóa học cao đẳng là khóa đầu tiên của ngành Công an nhân dân đào tạo sĩ quan chỉ huy.
Sau khi tốt nghiệp cao đẳng, Bùi Tiến Cam được phân công công tác tại Phòng Xây dựng lực lượng thuộc Cục Cảnh sát bảo vệ.
Khi Bộ Tư lệnh Cảnh sát Cơ động Việt Nam thành lập vào ngày 11 tháng 12 năm 2009, Bùi Tiến Cam được bổ nhiệm giữ chức vụ Phó Tư lệnh.
Từ 2010 đến 2013, Bùi Tiến Cam là Đại tá Công an nhân dân Việt Nam, Phó Tư lệnh Bộ Tư lệnh Cảnh sát Cơ động Việt Nam.
Ngày 14 tháng 6 năm 2014, Bùi Tiến Cam được Chủ tịch nước Việt Nam thăng quân hàm từ Đại tá lên Thiếu tướng Công an nhân dân Việt Nam.
Từ 2015 đến 2019, Bùi Tiến Cam là Thiếu tướng Công an nhân dân Việt Nam, Phó Tư lệnh Bộ Tư lệnh Cảnh sát Cơ động Việt Nam.

## Khen thưởng
- 3 lần liên tục đạt danh hiệu "Chiến sĩ thi đua toàn lực lượng Công an nhân dân"[1]
- Danh hiệu "Chiến sĩ thi đua toàn quốc"[1] (2019)
- 1 Huân chương Chiến công hạng Ba[1]
- 1 Huân chương Bảo vệ Tổ quốc hạng Ba[1]
- 2 Bằng khen của Thủ tướng Chính phủ Việt Nam[1]
- 8 Bằng khen của Bộ Công an[1]